# At the Moment
At the Moment (chinois traditionnel : 此時此刻) est une série télévisée taïwanaise. Constituée de dix épisodes d'anthologie et écrite par Du Zhengzhe, Lin Yanru, Lin Zhengyi, Hongweicheng, Xu Weizhe, Liu Sihui. elle est disponible à partir du 10 novembre 2023 sur la plate-forme de vidéo à la demande Netflix.

## Synopsis
Suivez les jeunes qui subissent le bouleversement émotionnel qui vient du fait de se rencontrer et de tomber amoureux dans un mauvais environnement, comme lors d'une pandémie.

## Distribution

### Épisode 1
- Zhu Xuanyang : Zhang Yong
- Wang Jing : Xia Weiting
- Zhang Yaoren : Jiang Chuntuo
- Xu Dailing : Xu Ziyin
- Lin Zhexi : Qiao Guosen
- Alyssa Chia : Zhou Liwen
- Zeng Jinghua : Wang Kejie
- Lin Baihong : Xu Peiming
- Yang Mingwei : Ge Jiahao
- Ruby Lin : Luo Xinlan
- Chanson Yunhua : Fang Ruonan
- Zheng Weida : Jiang Xuqing

### Épisode 2
- Liu Junqian : Chen Junbin
- Guo Xuefu : Yang Qianqian
- Chanson Yunhua : Fang Ruonan
- Zhang Xuanrui : Huang Shaoguang
- Lin Baihong : Xu Peiming
- Lu Xia : Xiaoyue
- Ijiba Yizi : Zhang Chenyi
- Ong Nini : Min Min

### Épisode 3
- Lin Baihong : Xu Peiming
- Huanglu Ziyin : Wang Baolin
- Bai Bai : Yuanyuan
- Dai Yi : Pierre
- Wu Hanyu : Meitu
- Lu Xia : Xiaoyue
- Liu Junqian : Chen Junbin
- Xie Xinying : Yao Zhixuan
- Zhang Guangchen : Lin Youde

### Épisode 4
- Zhang Guangchen : Lin Youde
- Xie Xinying : Yao Zhixuan
- Huanglu Ziyin : Wang Baolin
- Yang Mingwei : Ge Jiahao
- Zhang Xuanrui : Huang Shaoguang

### Épisode 5
- Yang Mingwei : Ge Jiahao
- Zhang Xuanrui : Huang Shaoguang
- Xie Xinying : Yao Zhixuan
- Lin Baihong : Xu Peiming
- Lin Chenxi : Hou Xinhua
- Zhang Yaoren : Jiang Chuntuo
- Gao Yiling : Ming Ling
- Li Mingzhe : M. Hou

- Wu Youan : Rourou
- Gu Tingxuan : Mlle Zhu

### Épisode 6
- Lin Zhexi : Qiao Guosen
- Chanson Yunhua : Fang Ruonan
- Qiu Zhiyu : Qi Xiulang
- Liu Junqian : Chen Junbin
- Guo Xuefu : Yang Qianqian
- Zhu Xuanyang : Zhang Yong
- Wang Jing : Xia Weiting
- Zhang Yaoren : Jiang Chuntuo
- Xu Dailing : Xu Ziyin
- Xu Chungeng : M. Huang
- Zhang Yawen : Xiaojie

- Chen Xinyan : Rita
- Zhang Luocheng : David

### Épisode 7
- Xu Xidi : Zhang Weixi
- Wu Kangren : Zhao Tingyu
- Li Jiaying : Liu Xiuyan
- Li Mingzhong : Chen Zhewei
- Liu Pinyan : Zeng Wanyu
- Ruby Lin : Luo Xinlan
- Zhang Yuhan : Abao
- He Yiqi : Kiki

### Épisode 8
- Xiu Jie Kai : Su Bairui
- Liu Pinyan : Zeng Wanyu

- Zhang Yuhan : Abao
- Xu Xidi : Zhang Weixi

- Zeng Jinghua : Wang Kejie
- Li Guanyi : Akaï
- Maya : Marie

### Épisode 9
- Ruby Lin : Luo Xinlan
- Lin Xilei : Ding Zhijie
- Xu Xidi : Zhang Weixi
- Liu Pinyan : Zeng Wanyu
- Zhou Yongxuan : Sun Riqian
- Xu Liting : Luo Xinlan (version jeune)
- Chen Yi : Ding Zhijie (version jeune)
- Shao Yimei : Zhang Weixi (version jeune)
- Tang Yongxu : Zeng Wanyu (version jeune)
- Zhang Jiasheng : Sun Il-gyeom : (version jeune)
- Lu Mingjun : Xinlanma
- Xie Xinying : Yao Zhixuan
- Du Muheng : Pasteur Li

### Épisode 10
- Alyssa Chia : Zhou Liwen
- Zeng Jinghua : Wang Kejie
- Zhu Xuanyang : Zhang Yong
- Wang Jing : Xia Weiting
- Zhang Yaoren : Jiang Chuntuo
- Yang Mingwei : Ge Jiahao
- Liu Junqian : Chen Junbin
- Guo Xuefu : Yang Qianqian
- Lin Baihong : Xu Peiming
- Huanglu Ziyin : Wang Baolin

- Chanson Yunhua : Fang Ruonan
- Xie Xinying : Yao Zhixuan
- Lin Zhexi : Qiao Guosen

- Zhang Xuanrui : Huang Shaoguang
- Wu Kangren : Zhao Tingyu
- Xu Xidi : Zhang Weixi
- Liu Pinyan : Zeng Wanyu
- Xiu Jie Kai : Su Bairui
- Ruby Lin : Luo Xinlan
- Lin Xilei : Ding Zhijie
- Chen Yirui : Wang Bina
- Lin Jiawei : Éric
- Ma Shiyuan : Shirley
- Chen Yanting : Jiacheng
- Huang Xuanrou : Xiaoba
- Zeng Guocheng : Pan Shihong
- Huang Shumei : Ke Meifen
- Ong Nini : Min Min
- Chako : Shiba Inu
- Dai Yi : Pierre

## Épisodes
1. Rencontres en  télé-réalité
2. Cette nuit-là
3. Un couleur qui te ressemble
4. De l'autre côté des étoiles
5. Un balle au prisonnier pas si prisonnier
6. Le passé revisité
7. Le rêve de Karuizawa
8. Rôle inversée
9. Nos cœurs revenants
10. Inspiré de fait réels